# Stanmarkia
Stanmarkia là chi thực vật có hoa trong họ Mua.